# Distrito electoral de Ough (condado de Dundy, Nebraska)
Ough (en inglés: Ough Precinct) es un distrito electoral ubicado en el condado de Dundy en el estado estadounidense de Nebraska. En el Censo de 2010 tenía una población de 152 habitantes y una densidad poblacional de 0,33 personas por km².

## Geografía
Ough se encuentra ubicado en las coordenadas 40°17′44″N 101°31′20″O / 40.29556, -101.52222. Según la Oficina del Censo de los Estados Unidos, Ough tiene una superficie total de 459.69 km², de la cual 459.34 km² corresponden a tierra firme y (0.08%) 0.35 km² es agua.

## Demografía
Según el censo de 2010, había 152 personas residiendo en Ough. La densidad de población era de 0,33 hab./km². De los 152 habitantes, Ough estaba compuesto por el 97.37% blancos, el 0% eran afroamericanos, el 0.66% eran amerindios, el 0% eran asiáticos, el 0% eran isleños del Pacífico, el 1.97% eran de otras razas y el 0% pertenecían a dos o más razas. Del total de la población el 2.63% eran hispanos o latinos de cualquier raza.